# Átányi László
Átányi László (született Horváth László János, Újpest, 1938. november 16. – Budapest, 2014. november 8.) magyar tanár, újságíró, költő.

## Élete
Horváth László János néven született 1938. november 16-án Újpesten, munkás családban. Édesapja Horváth János géplakatos, édesanyja Toldi Ilona háztartásbeli, akik a felvidéki Fülekről származnak.
Felesége Tóth Etelka (1944, házasságkötés: 1965), általános iskolai tanítónő és hitoktató, gyermekei Szabolcs (1966), Ajtony (1970) és Zsolt (1976), unokái Nikoletta (1989), Péter (1991), Benedek (2004), Barnabás (2007), Bere Lőrinc (2009) és Laura (2011).
A Budapest XI. kerületi Sopron Úti Általános Iskolába járt (ma Domokos Pál Péter Általános Iskola), középiskolai tanulmányait az Esztergom-kenyérmezői Bányagépészeti Technikumban folytatta, ahol 1957-ben technikusi oklevelet kapott. Az Eötvös Loránd Tudományegyetem magyar-orosz szakán 1963-ban középiskolai tanári oklevelet szerzett.
1963 és 1987 között tanárként működött, öt évig az Apáczai Csere János Gimnáziumban, több általános iskolában, kilenc évig egy középiskolai kollégiumban, majd a Bartók Béla Zeneművészeti Szakközépiskolában. Tanári munkája mellett írással is foglalkozott, meséket, szabad verseket és cikkeket írt, írásai több mint 200 újságban jelentek meg a világ számos országában.
2014. november 8-án hunyt el szívelégtelenség okozta szívroham következtében a XI. kerületi Bikás parkban. Hamvait a budapesti Boldog Meszlényi Zoltán templomban helyezték örök nyugalomra.

## Munkássága
1987-ben egy orvosi műhiba miatt rokkant nyugdíjba kényszerült, a tanítást abbahagyta és a határon túli szegény sorsú családok megsegítését tűzte ki céljául. Folyamatosan járta előbb Erdélyt, majd Kárpátalját, az ottani gyerekek között szeretetszolgálatot teljesített. Az első hét év során több alapítvánnyal is együttműködött, majd 1995-ben megalakult a Lágymányosi Szent Adalbert Egyházközségben a Szent Adalbert Misszió Alapítvány Musits Antal esperes, plébános közreműködésével. Az alapítvány azóta adományokat gyűjt, fogorvosi rendelőt tart fenn és ingyenes ellátást biztosít a rászorulóknak.
Átányi László eleinte Erdélyben járta végig a nevelőotthonokat, és 1992 tavaszától a 3-14 éves gyerekeket buszokkal utaztatta be Magyarországra nyaralni, ahol családok látták őket vendégül egy-két hétig. Sok helyre elvitték őket és felruházták a rászorulókat. Erdélyből 11 busznyi gyerek érkezett, amikor 1993 februárjában Kárpátaljáról is megérkezett az első busznyi gyerek. Itt még nagyobb volt a szegénység és az anyaországtól való elszigeteltség, így 1993 őszétől az utaztatás kizárólag erre a területre korlátozódott.
A 2000-es évek közepén a költségek megnövekedése miatt megszűnt a beutaztatás, de Átányi László továbbra is havonta többször látogatott Beregszász környékére. A legszegényebbek számára a helybéli iskolákban befizették az ebédet, télire bakancsokat vásároltak, hízott disznót vágtak a beregszászi iskolában, mikuláscsomagokat vittek az árvaházba, színes televíziót, magnetofont, kazettákat vásároltak az árvaháznak, videót a magyar gimnáziumnak. A legszegényebb családokat rendszeresen pénzbeli segélyekkel támogatták.
Így írt saját munkájáról:
„Erdélyi utam során ellátogattam a kézdivásárhelyi és a székelykeresztúri gyermekotthonokba is. Meglepett, hogy a gyermekek mennyire vágyódnak Magyarországra, mely számukra meseország, tündérkert képzetét keltette. A gyermekek élénken érdeklődtek minden iránt, ami Magyarországgal kapcsolatos, s a beszélgetések közben gyakran kibukott belőlük az óhaj: Laci bácsi, vigyen el engem Magyarba! Akkoriban több újságban megírtam az erdélyi magyar nevelőotthonokban szerzett élményeimet, s nagyon sok levelet kaptam, melyeknek írói felajánlották, hogy szívesen vendégül látnak erdélyi gyermekeket. Több lapnál, egyesületnél támogatókra találtam, pénzt szereztem autóbuszra.”
2004-ben megkapta a Széchenyi Társaság díját a határon túli magyarokkal kapcsolatos karitatív munkájáért. Musits Antal esperes, plébános így írt róla ajánlásában:
„Átányi László a Kárpátaljai gyermekakció kigondolója, teljes körű szervezője és lebonyolítója. Tevékenységéért semmiféle ellenszolgáltatást, juttatást nem kap. A jótett gazdagító öröme, a hazafiság megélt hősiessége és nemzetünk nagyjainak követéséből fakadó éltető erő kárpótolja őt minden hálátlanságért és az elmaradt köszönetekért. Másoknak is követendő példát mutat, mikor a nemzet összetartásán fáradozik és gondoskodik a nehéz sorban élőkről. Így ismerhetik meg egymást azok, akiket a kegyetlen történelem már évtizedekkel ezelőtt a veszteséglistára taszított. Így szövődhetnek újra élővé azok a kapcsolatok, amelyek egységbe ölelik a nemzet gyermekeit. Átányi tanár úr ennek az ügynek egyszerű katonája. Lankadatlan helytállással ott és akkor teszi a jót, ahol és amikor lehet.”

## Könyvei
Vallásos és hazafias témájú szabad verseit és nem csak gyermekeknek szóló meséit magánkiadásban jelentette meg. Egy-egy füzet 60-70 oldalas, ezekből 2003 és 2014 között 73 jelent meg.

### Versek
- Mentsük meg hazánkat!	(2003)
- Apám az álmom	(2004)
- Ébredj, nemzetem! (2004)
- Hiszek Magyarország feltámadásában (2004)
- A magyarság fényes csillag Isten egén! (2004)
- A Boldogasszony velünk van! (2005)
- Éljünk Isten békéjében! (2005)
- Istenhez száll hő imánk! (2006)
- Édes Jézus, add kegyelmed! (2006)
- Jézusunk, hitünk zöld ága! (2006)
- Vezesd még egyszer győzelemre néped! (2006)
- Szűzanyánk mentsd meg Szenthazánkat! (2006)
- Isten nélkül nem élhetünk! (2007)
- Üdvözlégy életadója (2008)
- Veszni indult István öröksége	(2008)
- Nagyasszonyunk, hazánk reménye (2009)
- Isten, hazánkért térdelünk elődbe! (2009)
- Szentlélek úristen, adj élő hitet nemzetünknek! (2009)
- Áldott, ki az Úr nevében jön (2010)
- Az ellopott ország (2010)
- Örömtüzek a hegycsúcsokon (2014)

### Mesék
- Zsoci és a szitakötők	(2006)
- Csobogó Dani és az egér ezredes (2007)
- Zsolti könyve	(2007)
- Bukfenc és Cézár (2007)
- Zsolti meséi (2007)
- Pingpong-rókák Csonkapapiban (2008)
- A repülő tehenek és a szárnyas fejőnők! (2008)
- Százszárnyú vadlibák Verbőc-Feketepatakon (2008)
- Csobogó Dani és az éneklő körte (2008)
- A guti csúszka és a horkoló medvék (2008)
- Egérveszedelem Sárosorosziban	(2008)
- Káposztás torzsalkodás Beregsomban! (2008)
- A piaci hapci	(2009)
- Támadnak a fogkrémkígyók (2009)
- Hogyan lett a nyúl királykisasszony? (2009)
- Kárpátaljai mesék (2009)
- Délre húznak a palacsintamadarak (2009)
- A gombokkal lövöldöző nadrág (2009)
- Gyere, Bere! (2010)
- A kék macskák városa (2010)
- A nevickei vár és a varázskő (2010)
- A tojásfa és a macskabokrok (2010)
- Egerek fehér zászlóval (2010)
- Varázsgyűrű felelés ellen (2011)
- A bolond torta (2011)
- Vitorlás a tejbedarán	(2011)
- Fagytata és a kétéltű bőrkabát (2011)
- Kutyakomédia a lesvárban (2011)
- Barni és a repülő fa (2011)
- A fagyasztott hal megszólal (2012)
- Denevérek az iskolában (2012)
- Kecske kaland Szarvasházán (2012)
- Farágó gorillák az esőerdőben (2012)
- A nadrágkoptatók paradicsoma (2012)
- Hogyan lett a nyúl az oroszlánok királya? (2012)
- A csalafinta palacsinta (2013)
- Harcban a repülő kutyák ellen	(2013)
- Papikó és a zoknirágó kecske (2013)
- A fűevő tigris (2013)
- Sortűz cumisüvegből (2013)
- Krumpli manó, a könyvfaló (2013)
- Berci és a huncut nadrág (2013)
- Tótika madár az almafán (2014)
- Kamion az iskola tetején (2014)
- Zöld manó a körtefán (2014)
- Közjáték a matekórán (2014)
- Kutyavilág a hatodik bében (2014)
- Hogyan veszett össze két fakanál a babfőzelékben? (2014)
- A bakancstermő fa (2014)
- A kvarcórák barlangja	(2014)
- Gézengúz és Lézergúz (2014)
- Kukac kandúr és az útilapu (2014)